# Hasok Chang

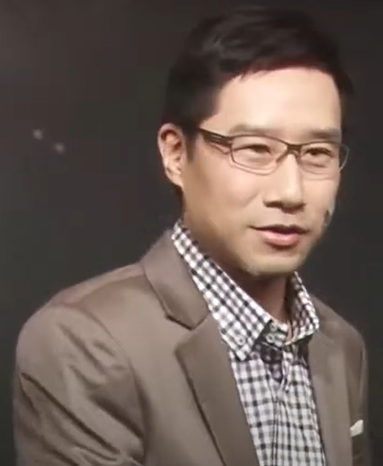
Hasok Chang, 2014

Hasok Chang (* 26. März 1967 in Seoul) ist ein aus Korea stammender US-amerikanischer Wissenschaftsphilosoph und Wissenschaftshistoriker und Professor an der Universität Cambridge.
Chang besuchte die Northfield Mount Hermon School und das Hampshire College in Massachusetts, studierte am California Institute of Technology mit dem Bachelor-Abschluss 1989 (mit Schwerpunkt theoretische Physik und Philosophie) und wurde 1993 an der Stanford University promoviert (Measurement and the Disunity of Quantum Physics). Als Post-Doktorand war er als Physiker an der Harvard University und ab 1995 war er Lecturer am University College London (Abteilung Science and Technology Studies). 2008 wurde er dort Professor und ab 2010 war er Hans Rausing Professor für Wissenschaftsphilosophie und -geschichte an der Universität Cambridge.
2012 bis 2014 war er Präsident der British Society for the History of Science (Presidential Adress: Putting Science back into history of science). 2006 erhielt er für sein Buch Inventing Temperature den Lakatos Award und 2013 den Fernando Gil International Prize for Philosophy für sein Buch Is Water H2O ?. 2016 gab er die Wilkins-Bernal-Medawar Lecture der Royal Society. Für 2021 wurde ihm der Abraham-Pais-Preis zugesprochen. 2025 erfolgte seine Aufnahme in die British Academy.
Er befasst sich mit Geschichte und Philosophie von Chemie und Physik ab dem 18. Jahrhundert, Rolle der Messung, wissenschaftlicher Pluralismus und Realismus, Operationalismus.
Sein Bruder Ha-Joon Chang (* 1963) lehrt Wirtschaftswissenschaften in Cambridge. Sein Vater Che-Shik Chang ist ein südkoreanischer Politiker und seine Mutter Lehrerin. Chang hat die US-amerikanische Staatsbürgerschaft.
Er trat sowohl in England als auch Südkorea in Fernsehsendungen zur Wissenschaftsgeschichte und -philosophie auf.

## Schriften
- Inventing Temperature. Measurement and Scientific Progress. Oxford Univ. Press, New York (u. a.) 2004, ISBN 0-19-517127-6.
- Is Water H2O? Evidence, Realism and Pluralism. Springer, Dordrecht (u. a.) 2012, ISBN 978-94-007-3931-4.
- Operationalism, Stanford Encyclopedia of Philosophy